# レイクビュー墓地
レイクビュー墓地（Lake View Cemetery）は、アメリカ合衆国のオハイオ州クリーブランド市の東側に位置している墓地であり、クリーブランドの屋外博物館と見なされている。無宗派墓地として全ての人種、宗教、生き方の区別無しに開かれており、これまでに合わせて107,000人以上が埋葬されている。レイクビュー墓地内にあるガーフィールド記念館とインテリアをルイス・カムフォート・ティファニーが設計したウェイド記念礼拝堂はアメリカ合衆国国家歴史登録財に登録されている。

## 概要
墓地は1869年7月に設立された。五大湖の1つであるエリー湖が北側にあり、名前通りに湖を眺望する事が出来る。ビクトリア朝時代のイギリスやフランスの大きな庭の墓地がモデルとなった。
1881年に暗殺された第20代アメリカ合衆国大統領、ジェームズ・ガーフィールドの記念館（ガーフィールド記念館）は墓地内で最も有名な記念碑であり、クリーブランド市民の寄付によって1890年に建立された。大理石の彫像やステンドグラスの窓、ガーフィールドに関連する様々な歴史的遺物が確認出来るのが特徴である。地下にはガーフィールドとその妻のルクレティアの棺が並んで配置され、墓地の訪問者が見られるようになっている。
1901年にルイス・カムフォート・ティファニーによって設計されたウェイド記念礼拝堂は墓地内で最も注目度の高い建造物である。ステンドグラスの窓と聖書風の精巧なモザイク装飾の壁を持ち、壮観の礼拝堂である。

## 墓地の主な埋葬者
- ロックフェラー家の記念碑
- レイ・チャップマンの墓石
- エリオット・ネスの墓石

- ジェームズ・ガーフィールド（1831年 - 1881年）[6] 第20代合衆国大統領。暗殺された（ガーフィールド大統領暗殺事件）。
- ジョン・ヘイ（1838年 - 1905年）[7] 第37代合衆国国務長官。門戸開放通牒を送付した。
- ルクレティア・ガーフィールド（1832年 - 1918年）[8] ジェームズ・ガーフィールドの妻。
- レイ・チャップマン（1891年 - 1920年）[9] MLBのクリーブランド・インディアンスの選手。頭部に死球を受けた事が原因で死亡。
- チャールズ・フランシス・ブラッシュ（1849年 - 1929年）[10] アーク灯の実用化に成功。
- ジョン・ロックフェラー（1839年 - 1937年）[11] スタンダード・オイルを創業。石油市場を独占し、アメリカ初のトラストを結成した。
- ニュートン・ディール・ベイカー（1871年 - 1937年）[12] 第一次世界大戦時の合衆国陸軍長官。
- ハーヴェイ・ウィリアムス・クッシング（1869年 - 1939年）[13] 脳神経外科医。クッシング症候群を初めて発表。
- エリオット・ネス（1903年 - 1957年）[14] アル・カポネを摘発した酒類取締局捜査官。
- ギャレット・モーガン（1877年 - 1963年）[15] ガスマスクの原型と3色の交通信号を発明したアフリカ系アメリカ人。
- ハーヴェイ・ピーカー（1939年 - 2010年）[16]  『アメリカン・スプレンダー』の原作者。